# رود فرتیمایل
رود ثرتی‌مایل رودی است به رود یوکون می‌ریزد. این رود از کشورهای کانادا و ایالات متحده آمریکا و به گفتار دقیق‌تر از ایالت آلاسکا می‌گذرد. طول این رود ۹۷ کیلومتر است.